# Danske arter af planter og dyr som er beskyttet i kraft af Habitatdirektivets Bilag II
Danske arter af planter og dyr som er beskyttet i kraft af EUs Habitatdirektiv, Bilag II. Habitatdirektivets Artikel 3 stk. 1 fastslår at Der oprettes et sammenhængende europæisk økologisk net af særlige bevaringsområder under betegnelsen Natura 2000. Dette net, der består af lokaliteter, der omfatter de naturtyper, der er nævnt i bilag I, og levesteder for de arter, der er nævnt i bilag II, skal sikre opretholdelse eller i givet fald genopretning af en gunstig bevaringsstatus for de pågældende naturtyper og levestederne for de pågældende arter i deres naturlige udbredelsesområde . I Danmark er der udpeget 260 habitatområder. Artslisten for hvert område kalder man områdets "udpegningsgrundlag".

## Dyrearter
- Bredøret flagermus (Barbastella barbastellus)
- Bechsteins flagermus (Myotis bechsteini)
- Damflagermus (Myotis dasycneme)
- Odder (Lutra lutra)
- Gråsæl (Halichoerus grypus)
- Spættet sæl (Phoca vitulina)
- Marsvin (Phocoena phocoena)
- Stor vandsalamander (Triturus cristatus)
- Klokkefrø (Bombina bombina)
- Flodlampret (Lampetra fluviatilis)
- Bæklampret (Lampetra planeri)
- Havlampret (Petromyzon marinus)
- Stavsild (Alosa fallax)
- Majsild (Alosa alosa)
- Laks (Salmo salar (kun i ferskvand))
- Snæbel (Coregonus oxyrhynchus) (særligt prioriteret)
- Stør (Acipenser sturio)
- Hvidfinnet ferskvandsulk (Cottus gobio)
- Pigsmerling (Cobitis taenia)
- Dyndsmerling (Misgurnus fossilis)
- Bred vandkalv (Dytiscus latissimus)
- Lys skivevandkalv (Graphoderus bilineatus)
- Eremit (Osmoderma eremita) (særligt prioriteret)
- Eghjort (Lucanus cervus)
- Violsmælder (Limoniscus violaceus)
- Hedepletvinge (Euphydryas aurinia)
- Stor ildfugl (Lycaena dispar)
- Stor kærguldsmed (Leucorrhinia pectoralis)
- Grøn kølleguldsmed (Ophiogomphus cecilia)
- Stellas mosskorpion (Anthrenochernes stellae)
- Skæv vindelsnegl (Vertigo angustior)
- Kildevældsvindelsnegl (Vertigo geyeri)
- Sumpvindelsnegl (Vertigo moulinsiana)
- Flodperlemusling (Margaritifera margaritifera)
- Tykskallet malermusling (Unio crassus)

NB. Fuglearter er omfattet af Fuglebeskyttelsesdirektivet

## Plantearter
- Enkelt månerude (Botrychium simplex)
- Vandranke (Luronium natans)
- Liden najade (Najas flexilis)
- Fruesko (Cypripedium calceolus)
- Mygblomst (Liparis loeselii)
- Gul stenbræk (Saxifraga hirculus)
- Krybende sumpskærm (Helosciadium repens)
- Grøn buxbaumia (Buxbaumia viridis)
- Blank seglmos (Drepanocladus vernicosus)
- Slank klomos (Dichelyma capillaceum)
- Langbørstet meesia (Meesia longiseta)
- Rogers furehætte (Orthotrichum rogeri)